# روزینیدین
روزینیدین (به انگلیسی: Rosinidin) با فرمول شیمیایی C۱۷H۱۵O۶+ یک ترکیب شیمیایی با شناسه پاب‌کم ۴۴۱۷۷۷ است. که جرم مولی آن ۳۱۵٫۳ g/mol می‌باشد. 